# 朗莫代
朗莫代（法語：Lanmodez，法語發音：[lɑ̃mɔde] ⓘ）是法国阿摩尔滨海省的一个市镇，位于该省北部，属于拉尼永区。朗莫代大西洋有两个附属岛屿（莫代岛和科阿朗岛）。

## 地理
朗莫代（48°50'28"N, 3°6'21"W）面积4.15 平方千米，位于法国布列塔尼大區阿摩尔滨海省，该省份为法国西北部沿海省份，位于布列塔尼半岛北部，北濒大西洋英吉利海峡，西接菲尼斯泰尔省，南至莫尔比昂省，东临伊勒-维莱讷省。
与朗莫代接壤的市镇（或旧市镇、城区）包括：莱扎德里约、普勒比扬、普勒默尔戈捷。
朗莫代的时区为UTC+01:00、UTC+02:00（夏令时）。

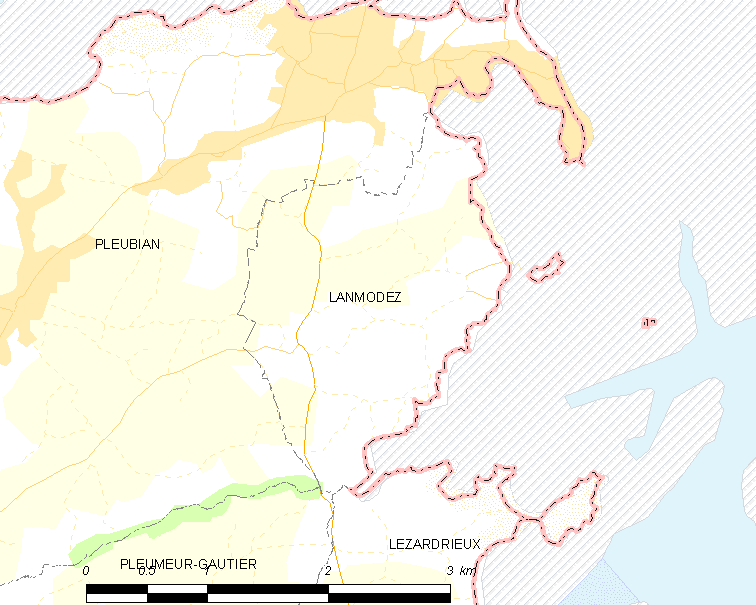
朗莫代的OSM定位图

## 行政
朗莫代的邮政编码为22610，INSEE市镇编码为22111。

## 政治
朗莫代所属的省级选区为特雷吉耶县。

## 交通
阿摩尔滨海省省道D20线经过市中心。

## 人口

1962-2008年间朗莫代人口变化图示

朗莫代于2022年1月1日时的人口数量为400人。